# ゾッキ本
ゾッキ本（ゾッキぼん）、ぞっき本とは、古本・古書市場にて極めて安い価格で売られる新品本。赤本、特価本、新古本、バーゲンブックとも言われる。

## 概要
「ゾッキ」は「すべて」を意味する言葉とも、「殺ぐ」や「そっくり」が転じた言葉とも言われるが、定説はない。
日本において、新刊本は再販制度によって原則定価販売となる。しかし、新刊で販売された書籍や雑誌で一定期間を経た書籍は、出版社が定価の拘束を外すことができ、小売店側で自由に価格を設定できる。このように、古本と異なり、一度も読者の手に渡っていない新本をゾッキ本と言い、「自由価格本」「アウトレットブック」「バーゲンブック」と呼ぶ。古くは「見切本」「数物」「擦れ本」などとも呼ばれた。
在庫が大量に余った場合や、出版社が倒産して大量の在庫が流出した場合にも使われる。昭和前期には、経営に苦しむ中小の出版社が、自社の既刊本の版を転用し特価本市場向けに別会社名義で出版するケースもあった。1950年（昭和25年）に鎌倉文庫、八雲書店、新生社などの出版社の廃業が相次いだ際には、市中にゾッキ本が氾濫した時期があった。
ゾッキ本を専門に扱っている本屋のことを「ぞっき屋」という。
通俗本の意味でゾッキ本という言葉を使う者も稀にいる。

## ゾッキ本の判別方法

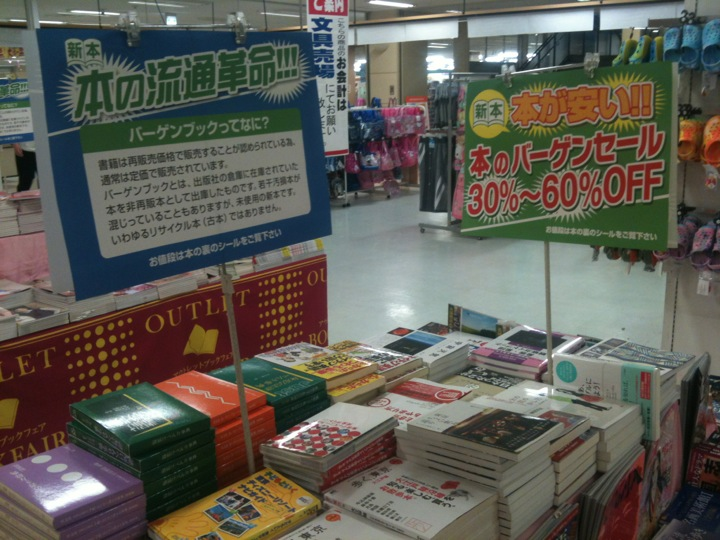
バーゲンブック

ゾッキ本は新本として再流通するのを防ぐために、天または地に色マジックによるゾッキ線、または奥付などに丸に「B」もしくは「済」の字が打たれた「B印」や「済印」を押下することで瑕疵が付けられる。
こうした加工がされる事により、通常は汚損として古書店での買取値は大幅に下がる。ただし、「稀覯本」（きこうぼん）と呼ばれる、出回りが極めて少ない本の場合、人の手を経ていないということでほとんど影響が出ない場合もある。
天地につけられたインクがあまりしみていない場合は、古書店で販売する際にグラインダーまたは紙やすりを掛けて印をつけた部分を削り、美品として販売することがある。グラインダーを掛けてきれいにしたゾッキ本だけを見た場合の判別は難しいが、並品と並べた場合に若干高さが低くなるので判別することができる。